# 行走自由女神半美元
行走自由女神半美元（英語：Walking Liberty half dollar）是美国铸币局1916至1947年间出产的一种银质50美分（即半美元）硬币，由阿道夫·温曼设计。
1915年，新任铸币局局长罗伯特·伍利误以为硬币设计依法必须在沿用25年后更换，所以马上开始为替换巴伯硬币做准备。巴伯硬币共有角币、25美分和半美元三种面额，设计图案基本相同，都是由长期担任铸币局首席雕刻师的查尔斯·爱德华·巴伯设计，于1892年投产。经伍利安排，美国美术委员会开展设计竞赛，最终温曼的方案入选成为角币和半美元的新设计。
温曼的设计图案是自由女神朝太阳大步前进，但事实证明，这样的设计给生产带来很大困难。铸币局是美国财政部的下属部门，部长威廉·吉布斯·麦卡杜一度考虑由巴伯另行设计图案。经过努力，铸币局成功将温曼的设计投产，但之后出产的硬币品相一直有待改善，这也成为行走自由女神半美元从1948年起被富兰克林半美元取代的重要原因。尽管如此，艺术史学家科尼利厄斯·弗缪尔依然认为行走自由女神半美元当属最美观的美国硬币之列。从1986年开始，温曼的正面设计经修改在美國鷹揚銀幣上回归；2016年，行走自由女神半美元在面世100周年之际发行金币版本。

## 构想
1890年9月26日，联邦国会在新通过的法案中规定：
 经财政部长批准，铸币局局长有权准备并采纳新设计方案……但是，所有硬币的设计或模具从获得采纳开始，至少要25年后才能更改……不过，铸币局局长仍然有权在得到财政部长批准后临时与一名或多名相应领域顶尖的艺术家接洽，这些艺术家应该获得报酬，款项从费城铸币局的拨款中支取。

1892年，铸币局首席雕刻师查尔斯·爱德华·巴伯设计的一系列硬币开始发行，其中包括一角、25美分和半美元三种面额，设计图案基本相同，人称“巴伯硬币”（Barber coinage）。巴伯硬币面世后备受公众非议，从1905年开始，多届总统领导的行政部门都试图为美国硬币换上更现代、更美观的设计图案。1907至1908年，双鹰金币、鹰扬、半鹰和四分之一鹰金币相继采用新设计，分币和镍币也分别在1909和1913年更换设计。1916年，巴伯硬币面世已满25年，更换设计方案的呼声此起彼伏。早在1914年，林肯分币的设计者维克多·大卫·布伦纳（Victor David Brenner）就径自递交多份银币设计方案。但财政部回应称，部长威廉·吉布斯·麦卡杜正忙于其他事务，实在抽身乏术。
1915年1月2日，《密歇根州制造商和金融记录》（Michigan Manufacturer and Financial Record）上刊登文章，其中有采访费城铸币局局长亚当·乔伊斯（Adam M. Joyce）的内容：
 据我所知……50美分、25美分和十美分面值新币的发行尚未提上日程。不过，如果真要做出变更，我们希望新币会比前不久的圣高登斯双鹰、鹰扬、半鹰和四分之一鹰更易于维护（指模具），也更让人满意。从实际情况来看，野牛镍币和林肯一美分也存在问题。这都是因为政府希望铸造出来的硬币更有艺术美感，而不是更切合实际。

1915年1月，财政部助理部长威廉··梅尔本（William P. Malburn）向麦卡杜递交备忘录，告知部长“目前银质半美元、25美分和十美分硬币（的设计方案）是在1892年更改，所以1916年可以采用新设计，而且可以在这年任何时候开始。”麦卡杜则在备忘录上直接回复：“先由铸币局递交设计方案，之后再考虑是否另找别家。”
1915年4月，罗伯特·伍利（Robert W. Woolley）继任铸币局局长职位。4月14日，他对乔伊斯下达指令，请他安排已在任36年的首席雕刻师巴伯准备新设计方案。同日，梅尔本就铸币局是否能从1916年开始将新设计投产一事征询财政部代表律师的意见，律师于4月17日给出肯定答复。铸币局当时正忙于生产巴拿马－太平洋纪念币，没有马上遵照财政部指示行动。10月，巴伯经传唤前往首都哥伦比亚特区，与伍利商讨硬币设计事宜，但已无法考证他此行是否带有新币草图。
12月3日，伍利与美术委员会会面，请委员会审视铸币局雕刻部制作的草图。巴伯也在现场，向委员会成员说明硬币生产工艺。伍利还向委员会表示，如果他们不中意铸币局的作品，那么可以推荐几位雕塑家提供新设计。巴伯硬币的角币、25美分和半美元设计图案几乎完全相同，伍利打算这次三种硬币都采用截然不同的新设计。伍利还告知委员会，巴伯造币的设计已经沿用了25年，所以必须更换——据钱币史学家大卫·兰格（David Lange）所言，这显然是“对铸币法律的误解。”
委员会对巴伯递交的铸币局草图并不满意，并推荐阿道夫·温曼（Adolph Weinman）、赫尔蒙·麦克尼尔（Hermon MacNeil）和阿尔宾·波拉塞克（Albin Polasek）三名雕塑家提供新设计方案，而且三人都可以递交多份草图。铸币局自行决定要在哪种面额硬币上采用哪种设计，无须考虑设计师的初使意图，但是这些设计方案并不能无所顾虑地互换。根据国会已经通过的法律，25美分和半美元硬币的背面必须刻有老鹰，而十美分上不能出现老鹰。伍利希望三名雕塑家各有一种设计方案入选。

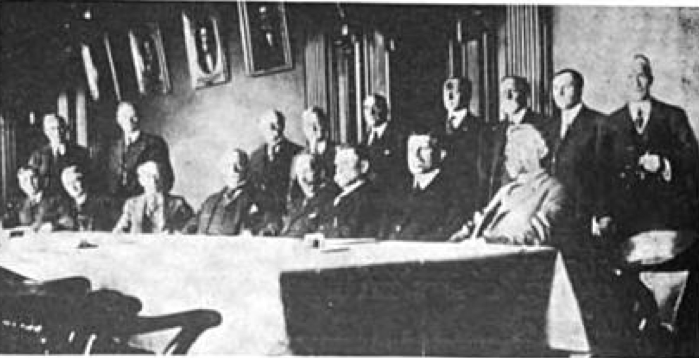
1916年2月9至10日，美国化验委员会举行年度会晤，检验1915年出产的硬币。委员会成员包括当时的铸币局局长罗伯特·伍利（后排站者，从左往右第四位），费城铸币局局长亚当·乔伊斯（后排最右侧），以及铸币局首席雕刻师查尔斯·爱德华·巴伯（站在伍利左侧）。

三位雕塑家都在2月中旬递交设计草图，再于2月23日前往纽约与伍利会面，以便展示作品并回应他可能提出的问题。伍利和麦卡杜经过多次探讨后于2月28日通知温曼，他有五幅草图入选，分别沿用到十美分、半美元，以及25美分的背面。同日，伍利致信麦克尼尔，告知他的设计入选为25美分的正面，还致信波拉塞克，告知对方没有作品入选。美术委员会劝告伍利，不要让一名艺术家负责这么多份设计任务，最终25美分的两面均交给麦克尼尔设计，由他修改之前递交的草图。
3月3日，财政部宣布将更换硬币设计，并在新闻稿中称：“根据法律要求，这些硬币的设计必须每25年更换一次，现行硬币的25年期限在1916年结束。”新闻稿中还表示，财政部希望在确定设计方案两个月后让新币投产。伍利也在3月3日致信巴伯，告知首席雕刻师的设计方案没有得到采纳，温曼和麦克尼尔的设计模型最迟会在5月1日抵达费城铸币局。据钱币史学家沃尔特·布林（Walter Breen）记载，巴伯对此感到愠怒，变得“极不合作”。兰格指出，投产前出现多次延误，几位雕塑家“一方面需要微调自己的模型，另一方面还要力图避开巴伯在他们道路上设立的障碍。虽然他从许多造币实践角度提出的意见都非常准确，但这些意见显然可以通过更具建设性的方式呈现出来。”兰格在有关墨丘利10美分硬币的著作中进一步指出，巴伯这时已是75岁高龄，但在之前十年里，他“被迫参与到对他一生成就的系统性抹杀当中”，在此期间，他不得不参与多项工作，这些工作的结果都是以他人的作品取代他过去的设计。
新设计的三种硬币面世后，所有美国硬币这时都有了新设计（摩根银元此时尚未投产）。据1916年末《艺术世界》（The Art World）杂志刊载的专栏文章所说：
自（19世纪的）那一天起，我们钱币的艺术造诣已经大有进步。多位知名雕塑家获聘，并取得令人钦佩的成果……现在，我们又有了温曼设计的新版半美元和十美分，还有麦克尼尔设计的新版25美分。回想起来，这一切似乎是令人难以置信的成就。

## 设计
财政部长麦卡杜在1916年的年度报告中称：
半美元的设计图案是自由女神的全身像，背景是星条旗在风中招展，自由女神拿着月桂和橡树枝，象征文明和军事的辉煌，正大踏步朝新一天的黎明迈进。女神的手向外伸出，将自由的精神挥洒出去。半美元背面是在高山峭壁上栖息的老鹰，展开翅膀，无所畏惧，对自己的实力成竹在胸。岩石的裂缝中还有象征美国的松树苗冒出。

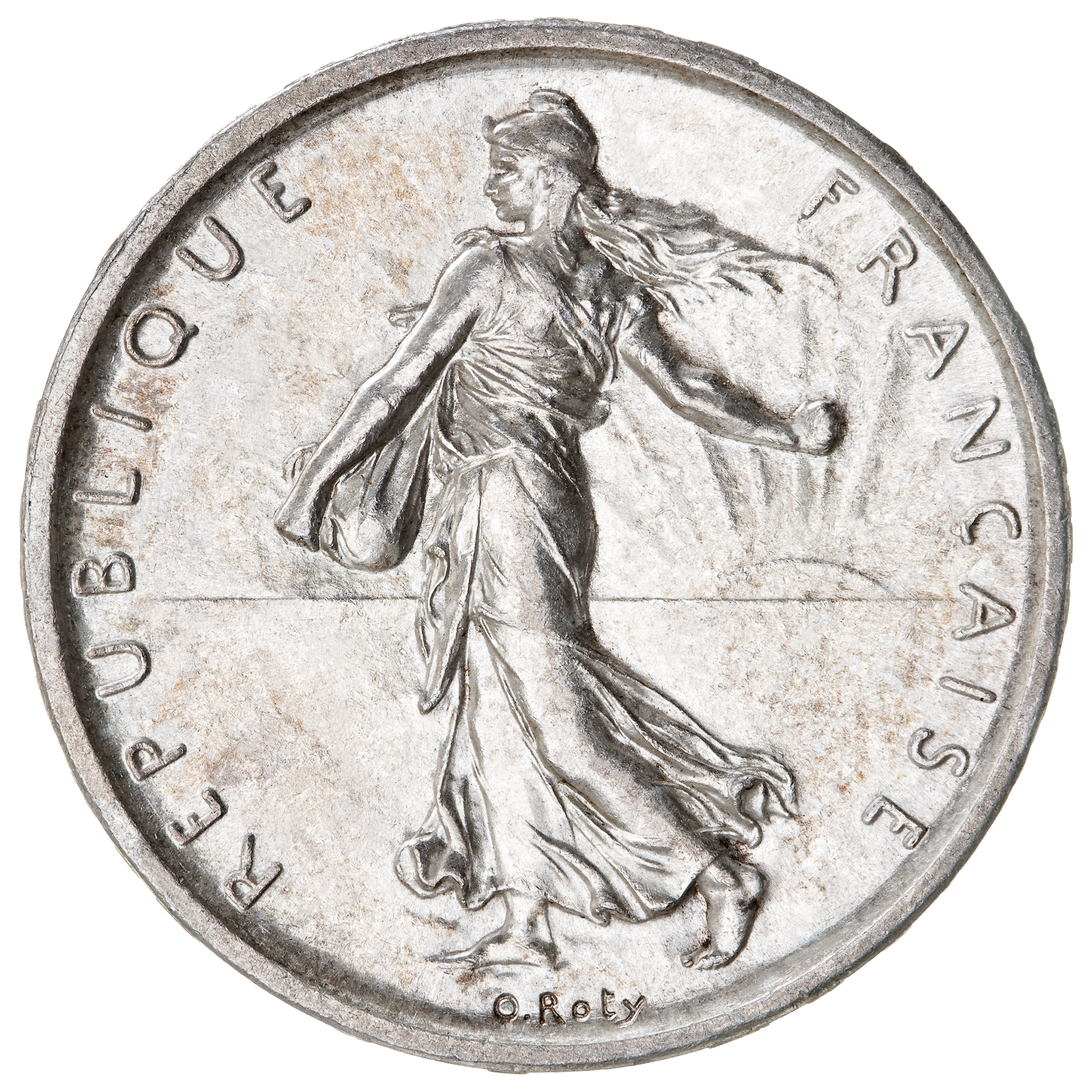
罗提为法国硬币创作的“播种者”设计有可能是温曼半美元正面设计的灵感来源

温曼为半美元设计的正面图案同奥斯卡·罗提（Oscar Roty）为法国硬币设计的“播种者”（Sower）类似，据钱币史学家罗杰·伯德特（Roger Burdette）记载：“温曼吸收19世纪的乡下人物设计风格，再将之转变成美国硬币。”伯德特还认为，自由女神的头部和所拿的树枝同坐落在巴尔的摩、同样由温曼设计的北军将士和水手纪念碑异曲同工。温曼还曾于1913年为律师兼诗人华莱士·史蒂文斯的夫人埃尔西·史蒂文斯（Elsie Stevens）创作半身像，这尊半身像很可能也对半美元设计产生影响。史蒂文斯夫妇当时是他的房客，据信埃尔西正是温曼设计墨丘利10美分硬币的模特儿，她的女儿霍莉·史蒂文斯（Holly Stevens）就曾于1966年撰文称，这两种硬币都是以她母亲为模特儿。半美元背面同温曼为美国建筑师学会设计的奖章类似，只不过奖章上的月桂改用松树苗取代。温曼设计的奖章广受好评，特别是上面老鹰体现的力量感。

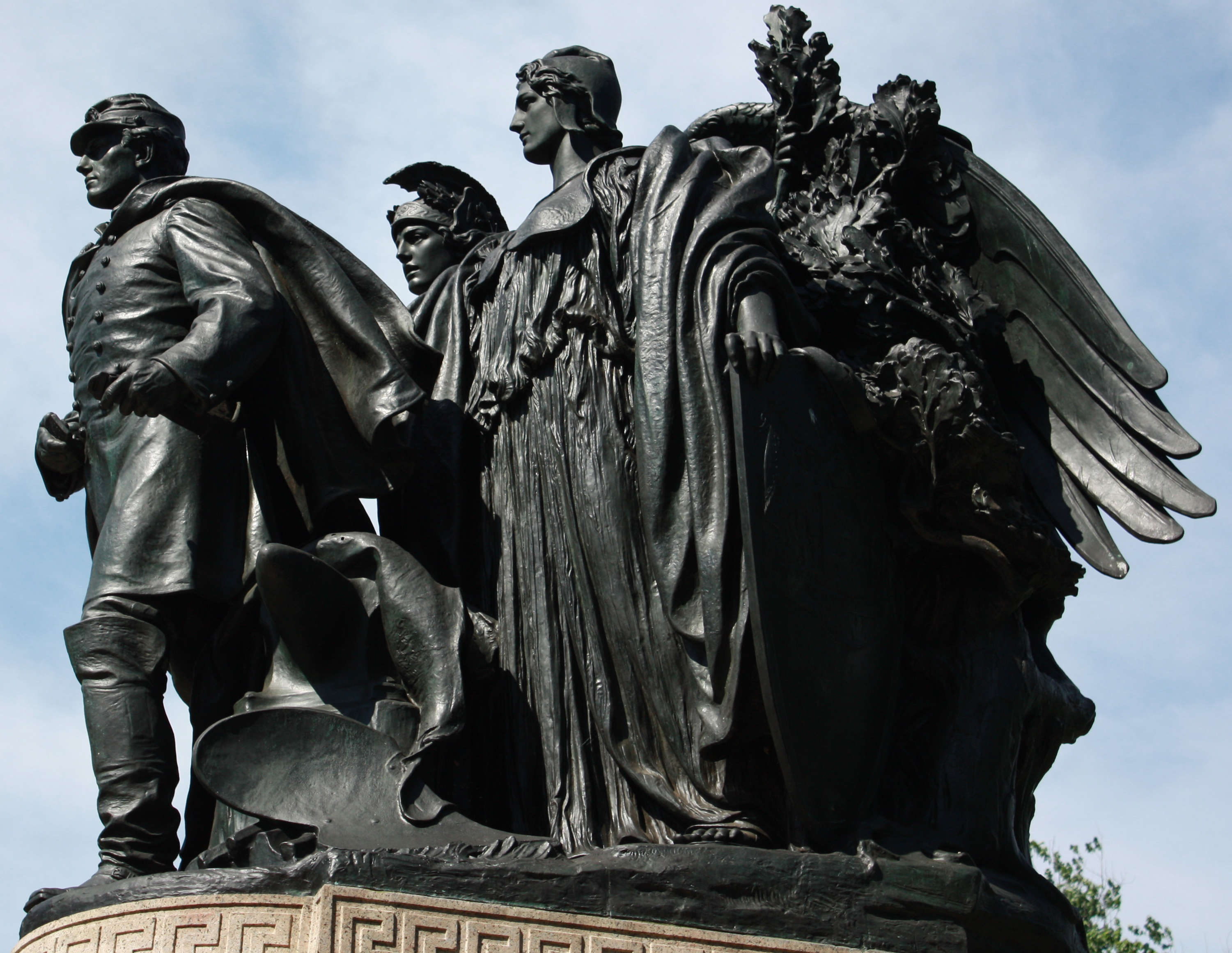
1909年在巴尔的摩竖立的雕塑群“北军将士和水手纪念牌”也是温曼的作品，其上的胜利女神（右侧）头部和半美元的自由女神很相似，并且两部作品对植物枝叶均有类似描绘。

布林在综述美国硬币的著作中称，银币上“自由女士身穿美国国旗”的设计“提前半个世纪预见到美国叛逆的反文化浪潮。”布林对硬币整体上颇感钦佩，他还指出，自由女神是朝东面、朝饱受战争蹂躏的欧洲迈进，“她手指天空，但那儿什么也没有，难道是发出警告，有德国战机来袭？”不过，他对背面采用山松不以为然，觉得这种植物同美国没有什么特别的关联，也并不特别有名，只不过是能在林木线附近茁壮成长而已。
艺术史学家科尼利厄斯·弗缪尔（Cornelius Vermeule）认为，行走自由女神半美元真正将硬币的正面和背面当作完整的表面雕刻来处理，并且设计图案特别生动，对于硬币大小的雕塑来说也尤为真实。弗缪尔也觉得半美元同罗提的“播种者”类似，但温曼的设计“依然属于原创作品，而不是盲目的复制。”他还对背面的老鹰深感佩服，虽然在整个图案中占主导地位，但并不至于掩盖设计中的其他亮点，他还指出，温曼曾向奥古斯都·圣高登斯（Augustus Saint-Gaudens）学习，背面老鹰的羽毛显然受到圣高登斯影响，堪称无与伦比的杰作。在弗缪尔看来，行走自由女神半美元“即便不是在全世界都堪称伟大的硬币，也必在美国最伟大的硬币之列。”

## 准备

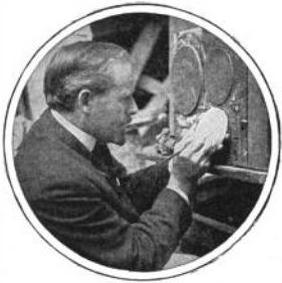
雕塑家阿道夫·温曼

1916年3月6日，伍利在纽约的冶金化验办事处同美术委员会推荐的三位雕塑家会面，正式告知设计竞赛结果，以及25美分两面均由麦克尼尔设计的决定，没有入选的模型和草图由各人取回。波拉塞克于3月10日拿到300美元参与费用补偿，此后他再也没有同铸币局合作，也没有再参与硬币设计。2002年，波拉塞克博物馆（之前是波拉塞克的家）内发现他为参赛制作的其中一个石膏模型，在此以前，人们只能通过铸币局的纪录确知波拉塞克曾参与此次竞赛。
温曼赢得竞赛后曾几次到访铸币局，探讨将模型转制为成品模具的相关事宜。第一次巴伯不在，但他和长期担任助理雕刻师的乔治·摩根（George T. Morgan）有卓具成效的交流。之后他又多次到访，伍利于3月29日致信乔伊斯称：“设计新硬币的雕塑家私下表示，他觉得上次到访（铸币局）时，摩根先生远比巴伯先生态度诚恳、更加合作，这让我意识到自己正在两位艺术性情截然不同的艺术家打交道。”这年4月，伍利两次前往纽约，检视麦克尼尔修改25美分硬币背面设计的工作进展，并于5月26日到访温曼的工作室，查看设计模型进展。由于患上严重的扁桃体炎，温曼的工作被迫延迟，不得不请求把原计划的5月1日这一最后期限延迟。5月29日，伍利致信温曼，表示铸币局已经认可10美分和半美元的设计方案。
6月期间，由巴伯执掌的铸币局雕刻部将石膏模型按比例缩减成硬币大小的出币毂，并为随后试铸的图案币准备金属模具。伍利本期望三种新币都可以在7月1日前投产，这样温曼交付模型的时间延迟后，铸币局就需要大幅加快工作进度。伯德特认为，正是因为金属模具的制备过程太匆忙，所以铸出的硬币有磨损痕迹，而且细节有欠生动。6月22日时，温曼已检阅过首批图案币，他在写给伍利的信中表示，硬币正面的（“自由”）字样效果还不理想，请局长借给他两枚图案币，以便重新刻字。6月24日，伍利致信乔伊斯告知雕塑家的要求，信中称：

半美元的正面模具需要重做，温曼先生通知我他正在赶工。25美分硬币也有同样问题。从抛光模具试铸的样币来看，半美元和25美分的背面设计令人满意……每个看到这些硬币的人都觉得它们美极了。

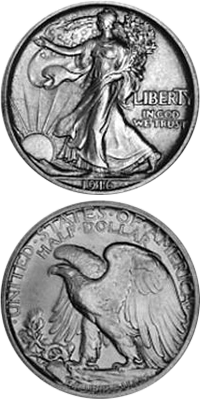
行走自由女神半美元的图案币，上图（正面）的自由女神更大，下图是原版背面设计。

获伍利首肯重新设计硬币正面后，温曼决定把字样从自由女神头上移到右侧的（“我们相信上帝”）上方。这样调整后，他又可以把自由女神的形象放大，其头顶基本到达硬币顶端，已是能够达到的最大尺寸。开头的字母位于星条旗下凹的位置，正好是自由女神的左手肘下，后面几个字母向右延伸，其中字母的尺寸比另外几个字母更大，字母上方的横条因此向两边延伸，把左侧的大写字母和右侧大写字母都盖起来，这样的反而比正常大小更节省空间，所有字母更加紧密地靠在一起。1916年7月15日，伍利辞去铸币局局长职务，担任威尔逊总统竞选连任的宣传主任（他还曾在1912年和1920年出任民主党总统候选人的竞选宣传主任），他在呈交麦卡杜的辞呈中称：“温曼先生在重新制作半美元正面模型时小幅调整‘’的位置，几天内就可以送给您审查。我很中意这套设计，相信您也会喜欢。”7月20日，温曼给伍利去信，称自由女神的形象放大后，硬币整体外观也明显改善。
7月26日，麦卡杜批准温曼修改后的设计方案，此时铸币局调节员弗雷德··查芬（Fred H. Chaffin）暂代局长职务，直至威尔逊总统提名继任人选并获联邦参议院确认时止。温曼又主动提出重新编排背面的铭文，原版图案币的背面最上方是（“美利坚合众国”）字样，其下方紧挨着（“半美元”），最下方则是（“合众为一”）。温曼修改后的铭文位置就是最终流通成币上的位置，这些修改于8月10日获麦卡杜批准。8月18日，威尔逊提名弗里德里希·约翰内斯·雨果·冯·恩格尔肯（Friedrich Johannes Hugo von Engelken）继任铸币局局长，参议院很快就确认提名。冯·恩格尔肯本应在当月21日宣誓就职，但由于威尔逊没有及时签发委任状，他实际上直到9月1日才上任。

## 修改
冯·恩格尔肯就职时，半美元的设计方案已获批准，并且已经打造出图案币，但由于温曼设计的十美分还需要多项小调整，因此半美元迟迟未能投产。9月6日，由于两家商业公司声称新版十美分在他们生产的投币机上不能正常使用，墨丘利十美分硬币相应停产。这种问题的出现实际上是因为硬币边缘的环太高，属于人称“鳍片”的品质缺陷，导致硬币难以放进投币口。这种鳍片还可能折断，导致银币重量不足。铸币局试铸的半美元图案币上也存在同样问题，冯·恩格尔肯于9月6日致信梅尔本，据伯德特推断，信中内容应该是来自巴伯的建议。

随信附上十枚新版十美分和一枚新版半美元。如果仔细检查，您会发现这些硬币都有重大缺陷。半美元和十美分边缘都有尖锐的金属突出物，我把这些突出部分叫做“鳍片”。您还可以看到，半美元尺寸较大，所以这样的缺陷更加严重，致使硬币厚度存在偏差，并且在边缘特别明显。我昨天已经前往费城确认这些问题能否解决，但却发现这些硬币的浮雕太高，如果这点不加改变，某些机械限制会导致我们无法确保所有硬币边缘的厚度一致，也无法消除边缘的鳍片。

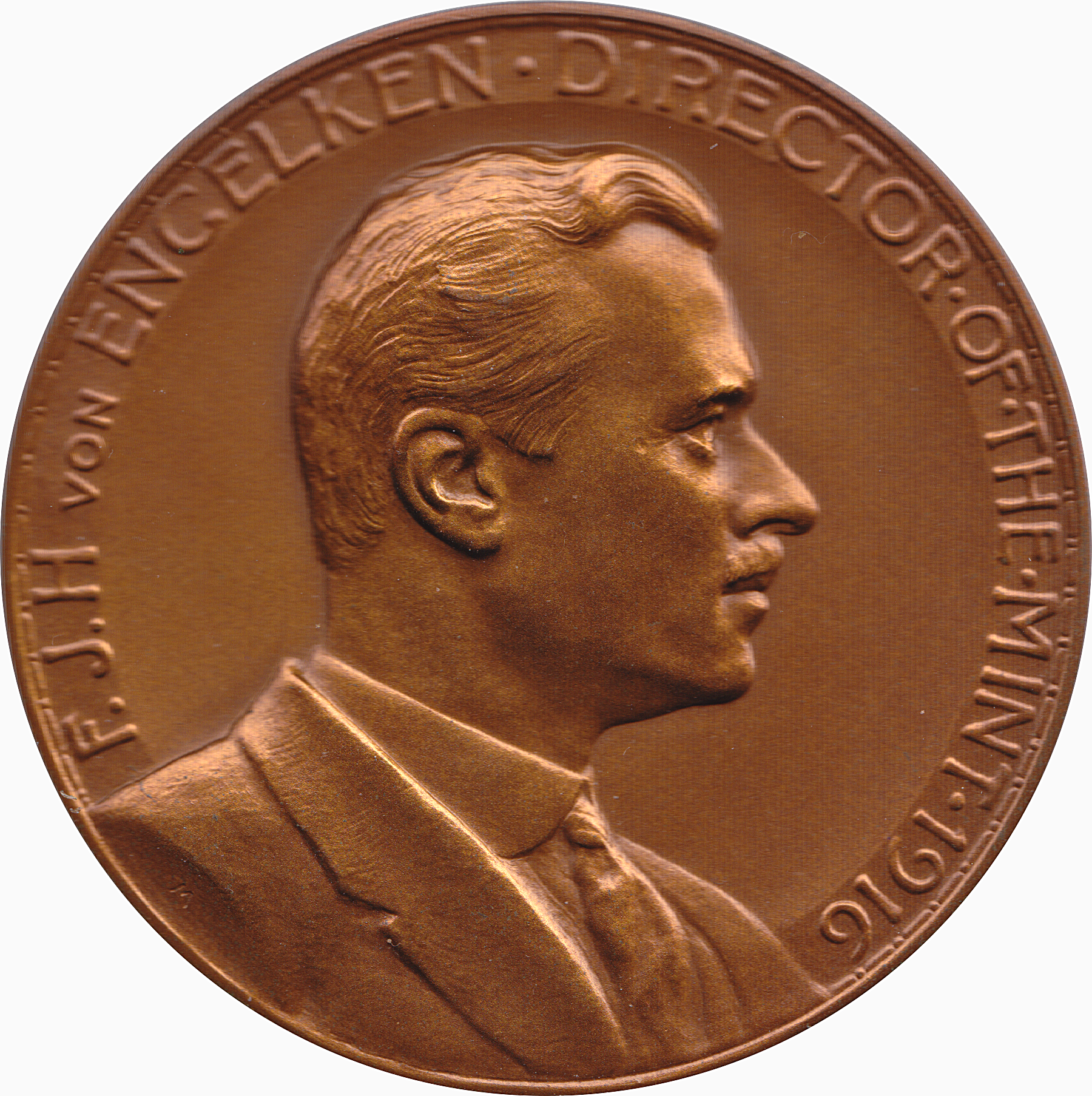
美国铸币局局长弗里德里希·约翰内斯·雨果·冯·恩格尔肯

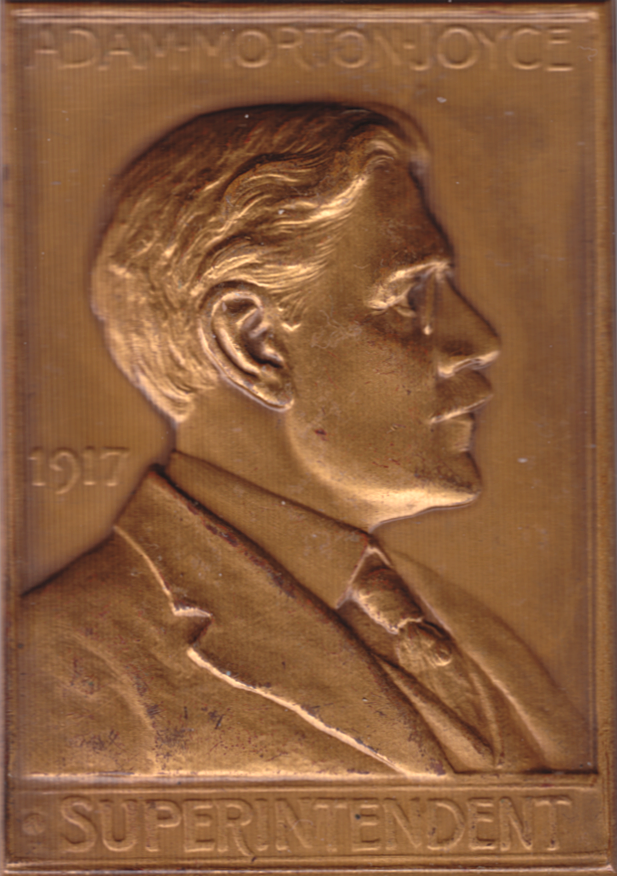
费城铸币分局总监亚当·乔伊斯

收到冯·恩格尔肯的信后，麦卡杜担心如果铸币局无法有效解决信中提及的问题，共和党可能会在总统大选中借题发挥，对威尔逊连任产生不利影响。财政部长于是询问“我们的巴伯先生”创作新版设计需要多长时间，冯·恩格尔肯在同费城分局多名官员交流后回复需要六至八个月。这样的时间实在太长，所以最终政府还是决定请温曼修改半美元设计，希望在他缩小自由女神的形象并将浮雕改低后，硬币可以顺利生产。
温曼于9月11日抵达铸币局，得知需要缩小自由女神后再带着两枚半美元图案币离开。巴伯请乔伊斯批准他大幅更换温曼的设计，但总监起初没有同意。然而，温曼接下来的调整未能有效消除鳍片问题，乔伊斯于是同意巴伯放手行事。巴伯将设计图案缩小，把各元素和硬币边缘的距离拉开，在轮缘和设计图案之间留下较大空隙，坚称只有这样才能避免边缘不平整或出现鳍片。此外，轮缘内侧还加有串珠状边框。伯德特认为，新版模具试铸的图案币样式单调无趣，因为人物缩小后，其力量感也大打折扣。
10月18日，温曼致信乔伊斯询问半美元和十美分的模具制作进展，表示愿意再度前往费城。乔伊斯在两天后的回信中告知设计师，半美元的设计图案已经缩减，以防边缘的问题复发，还加上了串珠状边框。温曼于是表示，希望乔伊斯确保自由女神不要过分缩减，以免伤及设计理念。两人互通书信期间，铸币局已开始把巴伯修改过的设计转制成铸币金属模具，以便生产流通硬币，但乔伊斯在硬币投产前改变主意，在他看来，巴伯的许多调整并不必要，只需按温曼原有设计调低浮雕高度，并调整压制机的力度，同时准备品质更佳的坯饼来压制即可维持硬币正常出产。总监的意见得到局长冯·恩格尔肯认可，最终巴伯领导的雕刻部让步，按上级要求准备流通币金属模具，取消边缘的串珠状边框和轮缘同设计元素之前的空隙。铸币模具于11月27日送抵丹佛和旧金山铸币局，半美元随后不久就在全部三间分局投产。
温曼自得知设计已由巴伯修改后就再也没有听到铸币局的消息，他从报上得知新版半美元已经投产，所以向乔伊斯寄出十美元汇票，要求购买20枚半美元。1917年1月2日，温曼又在给总监的信中表示已收到新币，正好可以当新年礼物送出，并祝福乔伊斯新的一年万事如意，感谢总监没有在轮缘内增加串珠状边框。

## 反响
虽然新版十美分在1916年10月30日开始发行时颇受关注，但铸币局在次年一月发行新版半美元和25美分时没有再大做宣传。报导新版半美元的报纸很少，美国此时正准备同德国开战，公众对新硬币的兴趣有限，并且大多在看过之前的十美分后就已经没有新鲜感。虽然公众对25美分也颇为关注，但这主要是因为硬币背面的老鹰是否真实引发争议。虽然半美元的宣传力度很小，但从查芬1917年1月的报告来看，三间铸币分局全部投产也还是难以满足公众需求。
1月3日，《纽约时报》发文称联邦财政分署已经拿到新版硬币，会在1月9日起发售，每人可以购买两枚。文中称，铸币局已经为满足市场需求竭尽全力，但早期的供给量还是很有限。《美国银行家协会》期刊《银行业》（Banking）发文称，“新硬币的设计图案得到业内专业人士的高度赞扬。”康涅狄格州一家报纸预测读者对新版半美元的喜爱程度要比新版十美分高四倍。
不过，也有媒体对新币评价不佳。阿拉巴马州亨茨维尔的《水星报》（Mercury）就以《新半美元有病》（New half dollar is sick）为题发文，称：
新硬币与政府铸币局生产的其他任何钱币都截然不同。硬币上是西部田间有个妇女参政权论者在地里播种，种的看起来是小星星，地犁得还不是很深。日落西山，这老姑娘看起来干了一天活挺累的，都还能看到她额头上流下的汗。姑娘穿着凉鞋，脚上很多尘土，看起来单薄的裙子下还穿着工装裤。她一只手拿着大把柴火，脖子上还系有一大块餐巾，让人觉得她肯定是把小孩留在家里。风从北面刮来，太阳看起来很猛。硬币上还拼出很大的字样，前后距离超过硬币一半。另一面是只体型巨大的老鹰，看起来正在朝墨西哥发狂，背景中还能看到一丛仙人掌。老鹰伸出翅膀，看起来仿佛要发起进攻，这老家伙看上去好像脾气上来了，准备要大干一场，双腿上的羽毛还膨胀起来。

## 生产和收藏

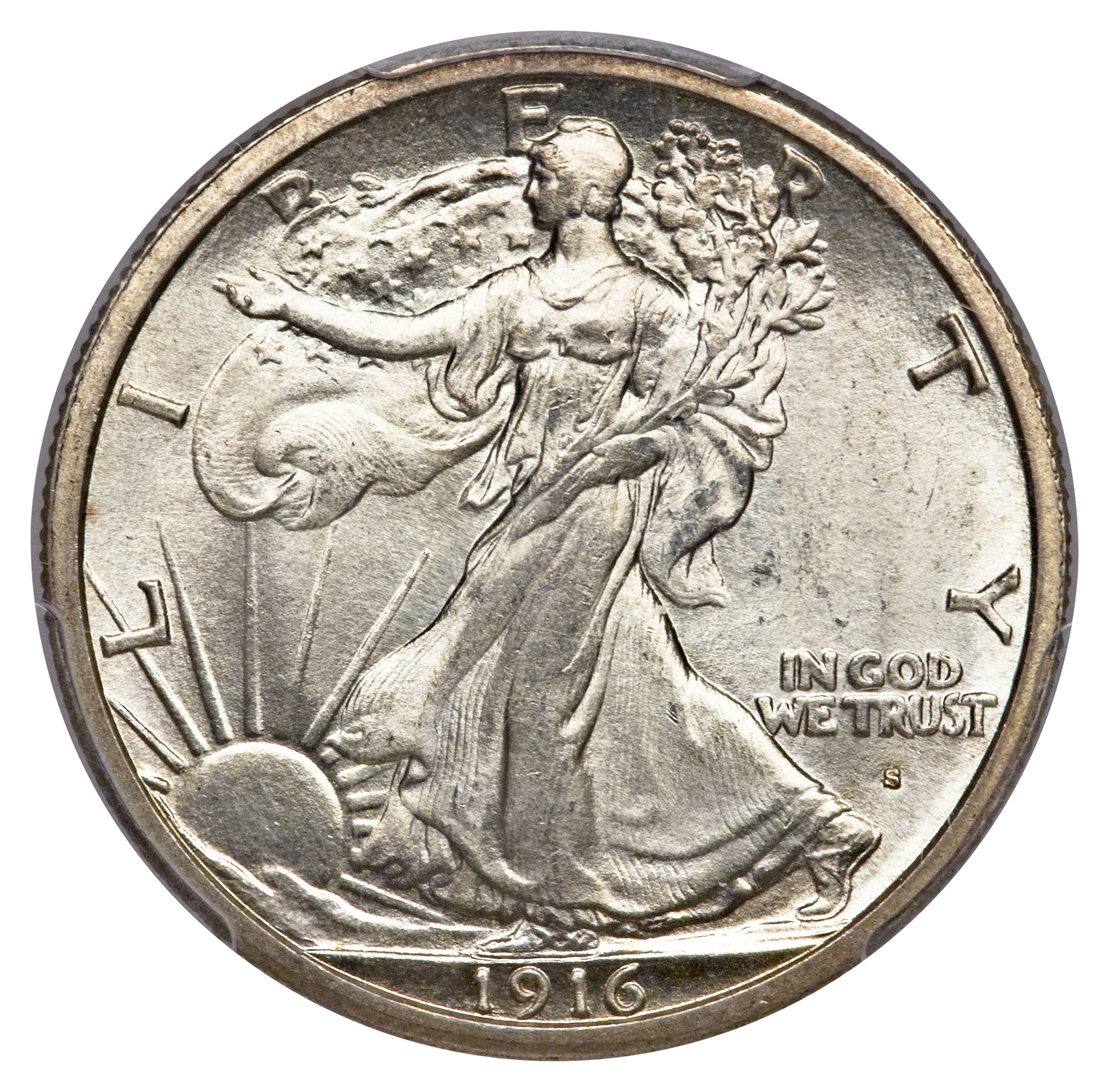
1916-S版半美元，铸币标记位于正面。

行走自由女神半美元的铸币标记起初位于正面，是1839年后第一种把铸币标记放在正面的半美元常规发行币。1917年2月14日，冯·恩格尔肯下令把铸币标记移至背面，称放在正面会导致金属模具容易受损。冯·恩格尔肯此时已经辞职，并获命出任第三区联邦土地银行总裁，只等任命正式生效，他的局长职务之后由雷蒙德·贝克（Raymond T. Baker）接替。乔伊斯于4月请新局长以书面形式确认冯·恩格尔肯离任前的指令，贝克照办后，铸币标记正式移至背面。1917年在丹佛（1917-版）和旧金山铸币局（1917-）出产大部分半美元的铸币标记都在背面。
铸币局生产行走自由女神半美元期间一直没得完全解决设计图案细节不够清晰的问题。据布林记载：

铸币局官员深知，温曼的设计虽然极具艺术价值，但无论巴伯通过多么彻底的手段来降低浮雕，技术上的限制也会导致硬币品样无法让人满意。浮雕最高的位置依然会顶到另一面。

旧金山铸币局在硬币生产过程中遇到的问题特别严重，许多硬币的表面图案明显太浅。1918年，巴伯去世后继任首度雕刻师职位的摩根修改设计，把自由女神颈部的部分细节切除。但据布林所述，这样的做法根本无济于事。继任摩根职务的约翰·辛诺克（John R. Sinnock）还在1937和1938年进一步调整设计，但还是没有什么效果。布林认为，正是行走自由女神半美元生产过程中的重重困难，促使政府在第二次世界大战结束后决定更换设计。

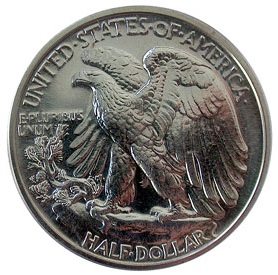
1941年版精制币上没有温曼的姓名首字母缩写，通常这个缩写花押字位于硬币右下角的轮缘附近。

行走自由女神半美元中没有特别罕见的版本，但大部分年份的成色不佳，少有能达到出厂状态的版本，特别是1921和1921-版。铸币局曾于1916至1917年和1936至1942年生产精制币版本，并且都是在费城分局出产。1916年版精制币的产量很小，布林自称只见过四枚，另经确认存在的1917年版精制币也只有三枚，当时精制币尚未向公众发售，所以很可能是专为贵宾打造。之后出产的精制币中有部分显然因模具过度抛光而没有温曼的姓名首字母缩写花押字，其中又以1941年版最为常见，这年出产的大部分半美元精制币都没有缩写花押字，另外还有其他年份版本存在同样情况。行走自由女神半美元的精制币总产量为7万4400枚。
行走自由女神半美元的变种币种类和数量都不多，其中大部分都同铸币标记有关。有些是存在重影，例如1942-版上加冲字母等，还有些是铸币标记大小变更。这其中还有一枚非常罕见的“1943/1942”版，是起初由刻有1942的主模压制后又由1943年版模具重压而成。部分1946年版半美元的背面还有模具重影。

## 更换及设计再现

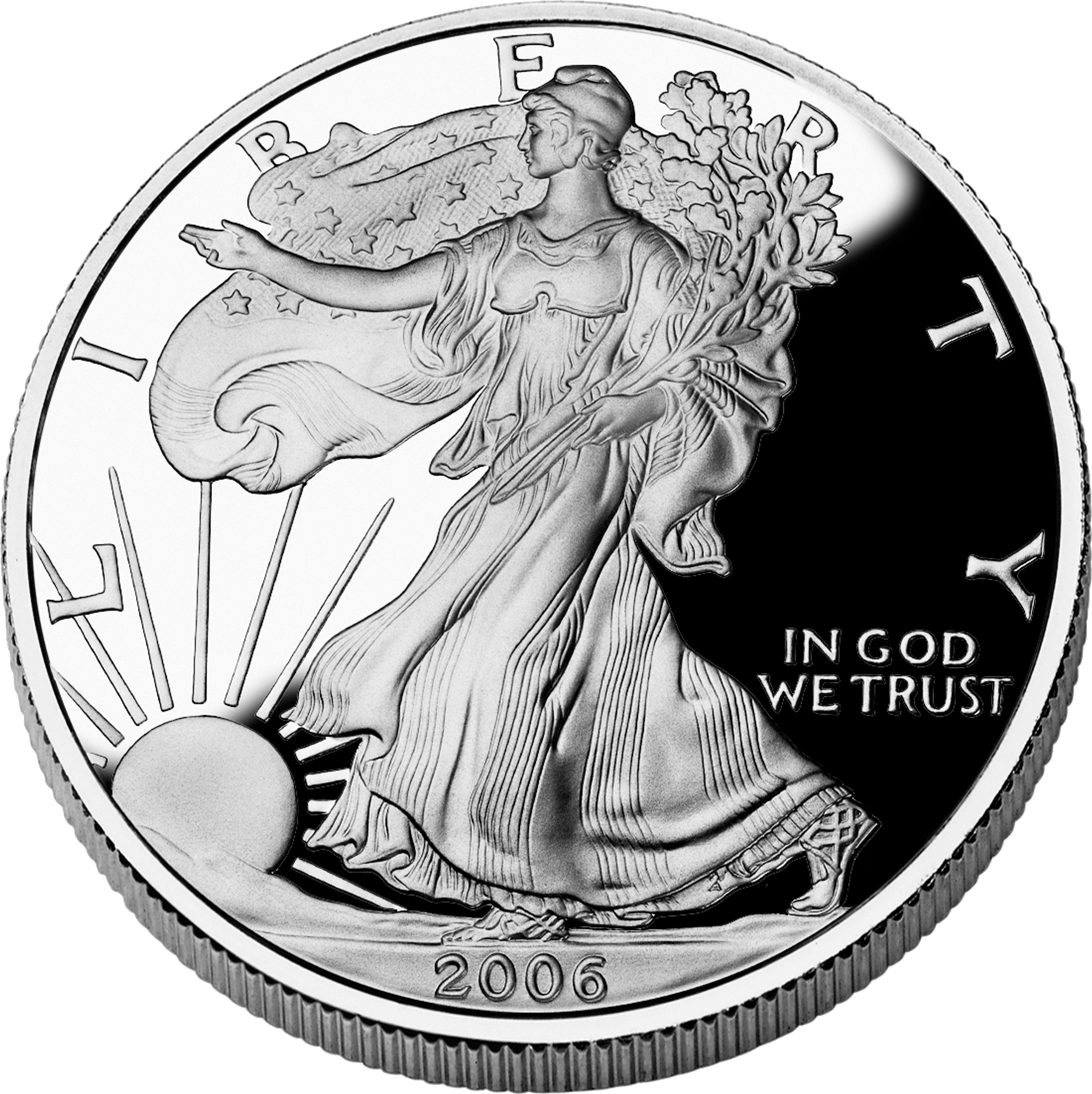
美国鹰扬银币再度采用温曼为半美元创作的正面设计

铸币局局长内莉·泰洛·罗斯多年来一直很崇敬开国元勋本杰明·富兰克林，希望能在硬币上刻上国父肖像。1947年，她指示辛诺克设计富兰克林半美元。铸币局官员早在1941年时就曾考虑将富兰克林的形象刻到十美分硬币上，但随着美国加入第二次世界大战，硬币的市场需求大增，这项计划因此搁置。战争期间，铸币局曾设想增加一或多种硬币面额，辛诺克为此还为新面额设计出富兰克林主题图案，但最终国会并未授权发行新币。1946年，财政部以新版设计取代墨丘利10美分硬币，上面所刻的是去世不久的前总统富兰克林·德拉诺·罗斯福，后者同优生优育基金会（March of Dimes）关系密切。虽然当时林肯1美分硬币的设计也已经到了可以更换的时候，但亚伯拉罕·林肯这时仍是深受爱戴的人物，将其形象从硬币上抹去的政治风险太大。这些因素共同影响，令半美元成为此时唯一无需国会授权就可以重新设计的硬币。辛诺克在硬币设计期间去世，没有看到新币投产，财政部批准设计方案后，新版半美元于1948年投产，为总产量达4亿8532万零340枚的行走自由女神半美元划上句点。
温曼为半美元创作的正面设计淡出近40年后，又通过1986年开始发行的美国鹰扬投资型硬币回到公众视野。铸币局雕塑家兼雕刻师约翰·梅尔坎蒂等人在调整设计期间把众多细节加强。据梅尔坎蒂所述，温曼起初制作的石膏模型直径只有150毫米，而且模型上的图案轮廓也不深。梅尔坎蒂把设计的细节加深，以便图案在尺寸更大的硬币上呈现出来时线条更粗，并且金属流动比当时的半美元更均匀。财政部长詹姆斯·贝克为鹰扬银币背面选中一套纹章老鹰设计，这份设计也是梅尔坎蒂的作品。
2010年12月，美国总统贝拉克·奥巴马签署法案，授权制作以金属钯打造的投资型硬币。硬币正面沿用墨丘利10美分硬币的设计，背面则依照温曼的美国建筑师学会奖章设计，之前设计半美元时，他就曾以这种奖章为参考依据。铸币局事先还获命请外界公司或自行开展独立研究，确定新材质的投资型硬币是否会有足够市场需求，但由于签约的第一家公司同制钯行业有关联，导致合同因此作废。最终同政府签约的是纽约集团，该公司于2012年5至7月开展必要研究。2013年3月1日，铸币局根据研究结果向国会递交报告，结论认为钯金币的市场需求还不足以维持新币发行。
2015年，美国铸币局宣布计划使用黄金为收藏家重铸1916年开始出产的三种银币，其中半美元会在背面刻上重量和纯度。从铸币局公布的半美元样币来看，铸币标记位于正面。

### 脚注
1. ↑  Richardson 1891，第806–807頁，26 Stat L. 484, amendment to R.S. §3510.
2. ↑  Breen 1988，第572–573頁.
3. ↑  Lange 2006，第134頁.
4. ↑  Lange 2006，第136頁.
5. ↑  Burdette 2005，第12頁.
6. ↑  Burdette 2005，第13頁.
7. ↑  Michigan Manufacturing and Financial Journal & January 2, 1915.
8. ↑  Burdette 2005，第13–14頁.
9. 1 2  Burdette 2005，第14頁.
10. 1 2  Lange, History of the Mercury dimes.
11. ↑  Burdette 2005，第14–15頁.
12. ↑  Lange 1993，第3頁.
13. ↑  Burdette 2005，第16頁.
14. ↑  Burdette 2005，第19–20頁.
15. ↑  Burdette 2005，第22–23頁.
16. ↑  Burdette 2005，第26–27頁.
17. 1 2  Lange 1993，第4–5頁.
18. ↑  Breen 1988，第326頁.
19. ↑  Lange 2006，第150頁.
20. 1 2  Lange 1993，第4頁.
21. ↑  Vermeule 1971，第139頁.
22. ↑  The Art World.
23. ↑  McAdoo 1917，第365頁.
24. ↑  Burdette 2005，第36頁.
25. 1 2  Burdette 2005，第36–37頁.
26. ↑  Burdette 2005，第172頁.
27. 1 2 3 4 5  Breen 1988，第412頁.
28. 1 2 3 4  Vermeule 1971，第147頁.
29. ↑  Burdette 2005，第26頁.
30. ↑  Burdette 2005，第42頁.
31. ↑  Taxay 1983，第347–348頁.
32. ↑  Burdette 2005，第27頁.
33. ↑  Burdette 2005，第31頁.
34. 1 2  Taxay 1983，第348頁.
35. ↑  Burdette 2005，第47頁.
36. ↑  Burdette 2005，第51–52頁.
37. ↑  Burdette 2005，第52, 294頁.
38. ↑  Burdette 2005，第52–53頁.
39. ↑  Burdette 2005，第47–51, 178頁.
40. ↑  Burdette 2005，第59頁.
41. ↑  Burdette 2005，第61–62頁.
42. ↑  查尔斯·爱德华·巴伯简介.
43. ↑  查尔斯·爱德华·巴伯：美国硬币首席雕刻师和设计师.
44. ↑  Burdette 2005，第62–63頁.
45. ↑  Burdette 2005，第69–70頁.
46. 1 2  Burdette 2005，第70–72頁.
47. ↑  Burdette 2005，第93–96頁.
48. ↑  The New York Times & January 3, 1917.
49. ↑  Banking & December 1916.
50. ↑  The Meriden Daily Journal & January 4, 1917.
51. ↑  Fox, History of the Series.
52. 1 2 3 4 5 6  Guth & Garrett 2005，第95頁.
53. ↑  Fox, Major design changes.
54. ↑  Burdette 2005，第178–179頁.
55. ↑  Breen 1988，第412–413頁.
56. ↑  Breen 1988，第413頁.
57. ↑  Fox, Estimating scarcity.
58. ↑  Fox, Proofs.
59. ↑  Taxay 1983，第376頁.
60. 1 2  Tomaska 2011，第21頁.
61. ↑  Tomaska 2011，第4–5頁.
62. ↑  Lange 2006，第172頁.
63. ↑  US Mint, American Eagles.
64. ↑  Gilkes & November 2011，第4, 14頁.
65. ↑  Unser & June 21, 2011.
66. ↑  Gilkes & February 2012.
67. ↑  Gilkes & June 28, 2012.
68. ↑  Gilkes & March 25, 2013.
69. ↑  2016年金币.

### 书目
- Breen, Walter. . New York, N.Y.: Doubleday. 1988. ISBN 978-0-385-14207-6.
- Burdette, Roger W. . Great Falls, Va.: Seneca Mill Press. 2005. ISBN 978-0-9768986-0-3.
- Guth, Ron; Garrett, Jeff. . Atlanta, Ga.: Whitman Publishing. 2005. ISBN 978-0-7948-1782-4.
- Lange, David W. . Virginia Beach, Va.: DLRC Press. 1993. ISBN 978-1-880731-17-8.
- Lange, David W. . Atlanta, Ga.: Whitman Publishing. 2006. ISBN 978-0-7948-1972-9.
- Richardson, William Allen (编).  1. Washington, D.C.: US Government Printing Office. 1891.
- Taxay, Don.  reprint. New York, N.Y.: Sanford J. Durst Numismatic Publications. 1983 [1966]. ISBN 978-0-915262-68-7.
- Tomaska, Rick. . Atlanta: Whitman Publishing. 2011. ISBN 978-0-7948-3243-8.
- Vermeule, Cornelius. . Cambridge, Mass.: The Belknap Press of Harvard University Press. 1971. ISBN 978-0-674-62840-3.

### 其他来源
- . The Art World (New York: The Kalon Publishing Company, Inc.). 1916-10, 1 (1): 19–20, 74. JSTOR 25587646.
- Carter, Frank E. . Michigan Manufacturing and Financial Journal (Detroit, Mich.: Manufacturers Publishing Company). 1915-01-02: 16.
- Lange, David. . DLRC Press.   [2014-07-31]. （原始内容存档于2014-07-31）.
- McAdoo, William G. . Washington, DC: U.S. Government Printing Office. 1917.
- . The New York Times. 1917-01-03  [2016-08-22]. （原始内容存档于2016-03-13）.. Fee for article.
- . Banking (New York, N.Y.: American Bankers Association). 1916-12, 9 (6): 485.
- . The Meriden Daily Journal. 1917-01-04: 12  [2016-08-22]. （原始内容存档于2020-02-07）.
- Fox, Bruce. . The Complete Guide to Walking Liberty Half Dollars. DLRC Press. 1993-01-30  [2016-08-22]. （原始内容存档于2014-08-01）.
- Fox, Bruce. . The Complete Guide to Walking Liberty Half Dollars. DLRC Press. 1993-01-30  [2014-08-01]. （原始内容存档于2014-08-01）.
- Fox, Bruce. . The Complete Guide to Walking Liberty Half Dollars. DLRC Press. 1993-01-30  [2014-08-01]. （原始内容存档于2014-08-01）.
- Fox, Bruce. . The Complete Guide to Walking Liberty Half Dollars. DLRC Press. 1993-01-30  [2014-07-31]. （原始内容存档于2014-07-31）.
- . United States Mint.   [2016-08-22]. （原始内容存档于2016-03-03）.
- Gilkes, Paul. . Coin World (Sidney, Oh.: Amos Press). 2011-11.
- Gilkes, Paul. . Coin World (Sidney, Oh.: Amos Press). 2012-02: 60.
- Gilkes, Paul. . Coin World (Sidney, Oh.: Amos Press). 2012-06-28  [2016-08-22]. （原始内容存档于2012-12-14）.
- Gilkes, Paul. . Coin World (Sidney, Oh.: Amos Press). 2013-05-25: 1, 10.
- Unser, Darrin Lee. . Coin News (Sidney, Oh.: Amos Press). 2011-06-21  [2016-08-22]. （原始内容存档于2016-03-17）.
- Gilkes, Paul. . Coin World. 2015-06-17  [2016-08-24]. （原始内容存档于2016-03-06）.
- . The Society of U.S. Pattern Collectors.   [2016-08-25]. （原始内容存档于2016-06-22）.
- . USA Coin Book.   [2016-08-25]. （原始内容存档于2016-03-24）.